# Achaearanea rostra
Achaearanea rostra är en spindelart som beskrevs av Zhu och Zhang 1992. Achaearanea rostra ingår i släktet Achaearanea och familjen klotspindlar. Inga underarter finns listade i Catalogue of Life.